# Торонтський симфонічний оркестр
Торонтський симфонічний оркестр (англ. Toronto Symphony Orchestra) — канадський симфонічний оркестр, що базується в Торонто.

## Історія

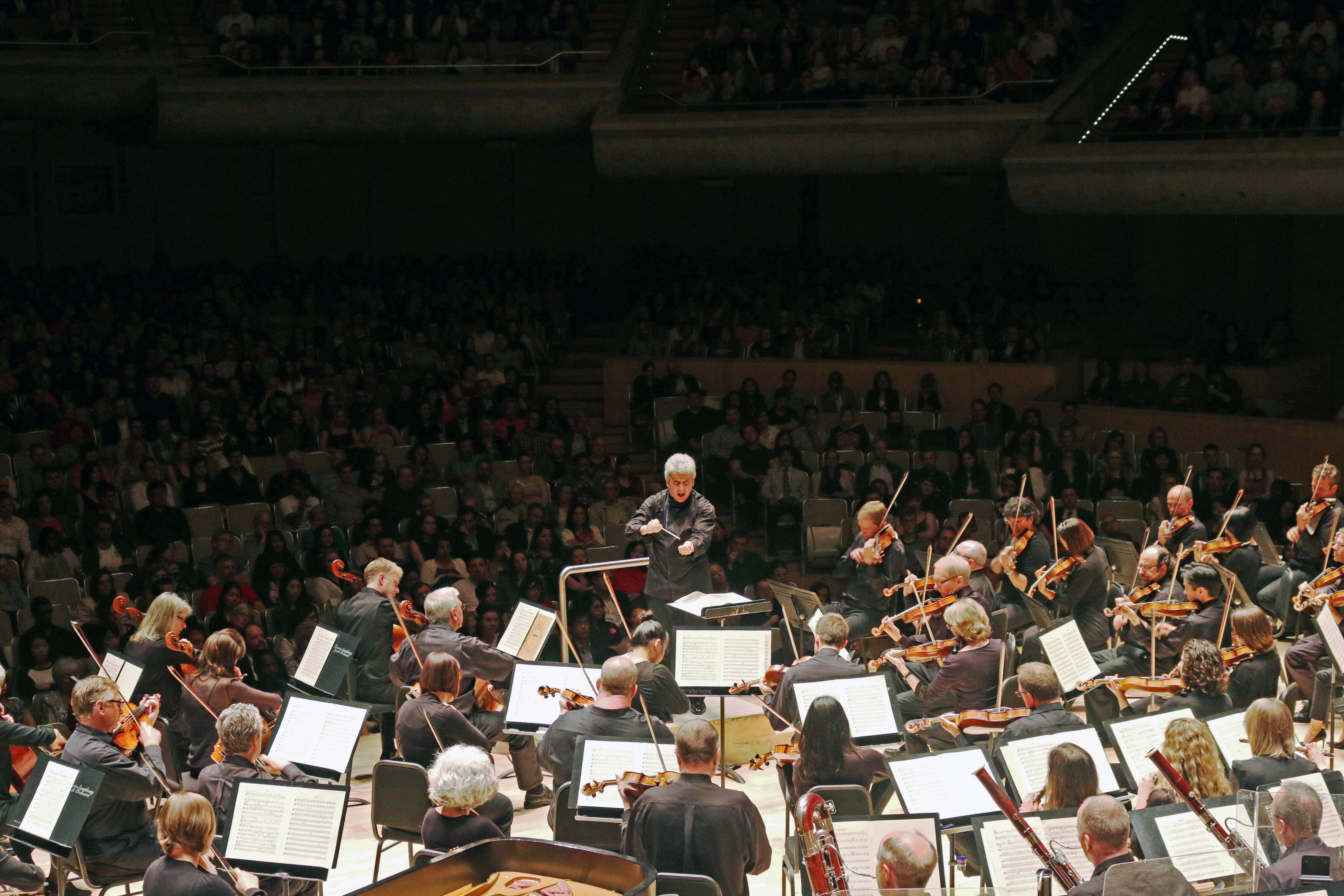
Торонтський симфонічний оркестр в Рой-Томсон-Холі, Торонто, 2014 рік

Заснований в 1922 під назвою Новий симфонічний оркестр (англ. New Symphony Orchestra), отримав сучасну назву на 1926 р. Виступав у Massey Hall, в 1982 р. отримав як основний майданчик Рой-Томсон-хол. Ернест Макміллан, який керував оркестром протягом 25 років, починаючи з 1931 активно виконував твори своїх сучасників, наприклад, Густава Холста, Яна Сібеліуса і Ігоря Стравінського, особисто диригував оркестром при виконанні власної музики в 1937. Серед відомих солістів, які виступали з оркестром, були, зокрема, Марта Аргеріх, Максим Венгеров, Йо-Йо Ма, Євген Кісін, Кетлін Беттл, Гленн Гульд, Джессі Норман.

## Музичні керівники
- Луїджі фон Куниць (1922-1931)
- Ернест Макміллан (1931-1956)
- Вальтер Зюскінд (1956-1965)
- Сейдзі Одзава (1965-1969)
- Карел Анчерл (1969-1973)
- Сер Ендрю Девіс (1975-1988)
- Гюнтер Хербіг (1988-1994)
- Юкка-Пекка Сарасте (1994-2001)
- Пітер Унджян (з 2003 р.)